# Nowe Jeruzalem

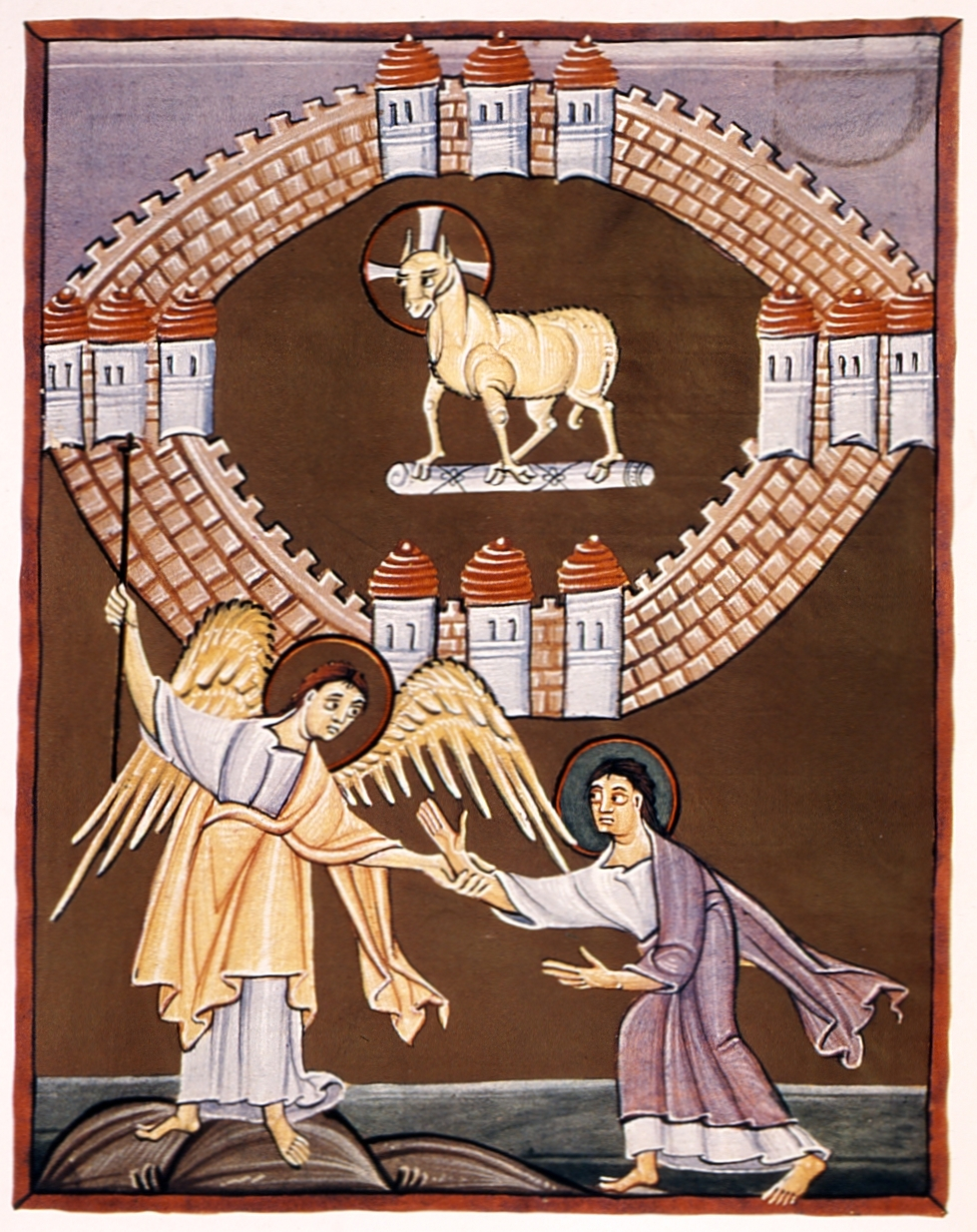
Średniowieczna wizja Nowego Jeruzalem (miniatura z Apokalipsy bamberskiej)

Nowe Jeruzalem – zstępujące z nieba miasto przeznaczone dla zbawionych, opisane w ostatniej wizji Apokalipsy św. Jana.

## Opis Nowego Jeruzalem
Nowe Jeruzalem ma być przybytkiem Boga z ludźmi. Miasto leży w równobocznym czworoboku (lub sześcianie albo piramidzie gdyż podana też jest wysokość) o długości boku 12 000 stadiów tj. ponad 2000 km. Otoczone jest murem, w każdym boku posiada trzy bramy. Mur ma mieć dwanaście warstw fundamentu ozdobionych odpowiednio jaspisem, szafirem, chalcedonem, szmaragdem, sardonyksem, krwawnikiem, chryzolitem, berylem, topazem, chryzoprazem, hiacyntem i ametystem. Rynek miasta to czyste złoto przezroczyste jak szkło. W mieście nie ma świątyń. Od tronu Boga wypływa rzeka wody życia, na jej brzegach ma rosnąć drzewo życia rodzące comiesięcznie owoce życia.

## Poglądy różnych wyznań

### Kościół katolicki
Symbolizuje ono odnowę świata.

### Świadkowie Jehowy
Świadkowie Jehowy uważają, że „Nowa Jerozolima” („Nowe Jeruzalem”) to grupa 144 000 osób wybranych przez Boga spośród ludzi, która w niebie ma rządzić wspólnie z Chrystusem (Objawienie 21:1, 2, 22-24); ‛zstąpi z nieba’ w tym sensie, że skieruje swoją uwagę na ziemię.

### Religijne Towarzystwo Przyjaciół
Podgrupa kwakrów znana pod wspólną nazwą Society of Universal Friends, która skupiła się wokół kaznodziei o imieniu Public Universal Friend pod koniec XVIII wieku, była grupą wyznawców prawości religijnej i oddania chrześcijańskim ideałom. W 1790 r. założyli oni wspólnotę zwaną (Nową) Jerozolimą, w której sprawiedliwość miała panować, na pustkowiach regionu Finger Lakes, na miejscu obecnego miasta Jerusalem w stanie Nowy Jork. Społeczność zniknęła po śmierci kaznodziei (poprawka od innego autora: nadal działają, są obecni m.in.w Londynie pod nazwą Friends - Quakers to nazwa wewnętrzna. Jednoczą w swych "szeregach" wierzących od liberalnych do konserwatywnych, hołdując pierwotnym założeniom Kwarków)